# Whoracle
Whoracle är ett musikalbum av melodisk death metal-bandet In Flames från Göteborg, släppt 18 november 1997. Musiken till Everything Counts är av Martin Lee Gore, övrig musik av In Flames. Texterna är skrivna av Niklas Sundin och Anders Fridén, och precis som i The Jester Race översätter Niklas Sundin Fridéns texter från svenska till engelska. Ulrika Netterdahl deltar med sång i låten Whoracle.

## Låtlista
1. Jotun - 3:53
2. Food For The Gods - 4:21
3. Gyroscope - 3:26
4. Dialouge With The Stars - 3:00
5. The Hive - 4:03
6. Jester Script Transfigured - 5:46
7. Morphing Into Primal - 3:05
8. Worlds Within The Margin - 5:06
9. Episode 666 - 3:45
10. Everything Counts - 3:17
11. Whoracle - 2:43

## Banduppsättning
- Anders Fridén - sång
- Björn Gelotte - trummor
- Jesper Strömblad - gitarr
- Glenn Ljungström - gitarr
- Johann Larsson - bas

### Gästsångare
- Ulrika Netterdahl, i Whoracle